# Lithobius emporus
Lithobius emporus är en mångfotingart som först beskrevs av Chamberlin 1941.  Lithobius emporus ingår i släktet Lithobius och familjen stenkrypare. Inga underarter finns listade i Catalogue of Life.